# Drugi rząd Ivicy Račana
Drugi rząd Ivicy Račana – ósmy rząd Republiki Chorwacji od rozpoczęcia w 1990 procesu demokratyzacji.
Gabinet powstał 30 lipca 2002 w trakcie IV kadencji Zgromadzenia Chorwackiego. Zastąpił pierwszy rząd tego samego premiera, który podał się do dymisji, gdy dwa współtworzące go ugrupowania (Chorwacka Partia Socjalliberalna i Istryjskie Zgromadzenie Demokratyczne) opuściły koalicję rządową (głównie z uwagi na sprzeciw wobec podpisania porozumienia ze Słowenią o współpracy przy elektrowni jądrowej w Kršku). Do nowego rządu weszły następujące partie: Socjaldemokratyczna Partia Chorwacji (SDP), Chorwacka Partia Chłopska (HSS), Chorwacka Partia Ludowa (HNS), Partia Liberalnych Demokratów (LIBRA) i Partia Liberalna (LS). Gabinet urzędował do końca kadencji parlamentu, tj. do 23 grudnia 2003.

## Skład rządu
| Funkcja                                                              | Minister                   | Partia | Okres urzędowania | Okres urzędowania |
| Funkcja                                                              | Minister                   | Partia | od                | do                |
| -------------------------------------------------------------------- | -------------------------- | ------ | ----------------- | ----------------- |
| premier                                                              | Ivica Račan                | SDP    | 30 lipca 2002     | 23 grudnia 2003   |
| wicepremier                                                          | Goran Granić               | LIBRA  | 30 lipca 2002     | 23 grudnia 2003   |
| wicepremier                                                          | Ante Simonić               | HSS    | 30 lipca 2002     | 23 grudnia 2003   |
| wicepremier                                                          | Slavko Linić               | SDP    | 30 lipca 2002     | 23 grudnia 2003   |
| wicepremier, minister obrony                                         | Željka Antunović           | SDP    | 30 lipca 2002     | 23 grudnia 2003   |
| minister of Health                                                   | Andro Vlahušić             | HNS    | 30 lipca 2002     | 23 grudnia 2003   |
| minister pracy i opieki społecznej                                   | Davorko Vidović            | SDP    | 30 lipca 2002     | 23 grudnia 2003   |
| minister finansów                                                    | Mato Crkvenac              | SDP    | 30 lipca 2002     | 23 grudnia 2003   |
| minister kultury                                                     | Antun Vujić                | SDP    | 30 lipca 2002     | 23 grudnia 2003   |
| minister rolnictwa i leśnictwa                                       | Božidar Pankretić          | HSS    | 30 lipca 2002     | 23 grudnia 2003   |
| minister spraw weteranów                                             | Ivica Pančić               | SDP    | 30 lipca 2002     | 23 grudnia 2003   |
| minister spraw zagranicznych                                         | Tonino Picula              | SDP    | 30 lipca 2002     | 23 grudnia 2003   |
| minister integracji europejskiej                                     | Neven Mimica               | SDP    | 30 lipca 2002     | 23 grudnia 2003   |
| minister morza, transportu i łączności                               | Roland Žuvanić             | LIBRA  | 30 lipca 2002     | 23 grudnia 2003   |
| minister turystyki                                                   | Pave Župan-Rusković        | SDP    | 30 lipca 2002     | 23 grudnia 2003   |
| minister sprawiedliwości, administracji publicznej i władz lokalnych | Ingrid Antičević-Marinović | SDP    | 30 lipca 2002     | 23 grudnia 2003   |
| minister ochrony środowiska                                          | Božo Kovačević             | LIBRA  | 30 lipca 2002     | 18 lipca 2003     |
| minister ochrony środowiska                                          | Ivo Banac                  | LS     | 18 lipca 2003     | 23 grudnia 2003   |
| minister robót publicznych, budownictwa i odbudowy                   | Radimir Čačić              | HNS    | 30 lipca 2002     | 23 grudnia 2003   |
| minister nauki i technologii                                         | Gvozden Flego              | SDP    | 30 lipca 2002     | 23 grudnia 2003   |
| minister edukacji i sportu                                           | Vladimir Strugar           | SDP    | 30 lipca 2002     | 23 grudnia 2003   |
| minister spraw wewnętrznych                                          | Šime Lučin                 | SDP    | 30 lipca 2002     | 23 grudnia 2003   |
| minister gospodarki                                                  | Ljubo Jurčić               | SDP    | 30 lipca 2002     | 23 grudnia 2003   |
| minister ds. rzemiosła, małej i średniej przedsiębiorczości          | Željko Pecek               | HSS    | 30 lipca 2002     | 23 grudnia 2003   |
| minister bez teki                                                    | Gordana Sobol              | SDP    | 30 lipca 2002     | 23 grudnia 2003   |